# Mafia (gra komputerowa)
Mafia – czeska komputerowa przygodowa gra akcji stworzona przez Illusion Softworks, wydana w 2002 roku przez Gathering of Developers na platformę Microsoft Windows. W roku 2004 ukazały się porty na konsole PlayStation 2 i Xbox. Fabuła gry osadzona jest w latach 30. XX wieku w fikcyjnej metropolii Lost Heaven i przedstawia historię Tommy’ego Angela – taksówkarza, który rozpoczyna pracę dla mafijnej rodziny Salierich.
Gra w wersji na komputery osobiste spotkała się z pozytywnym przyjęciem krytyków, chwalących przede wszystkim jej fabułę i realizm, podczas gdy wydania konsolowe spotkały się z mieszanym przyjęciem. W 2008 roku studio Illusion Softworks zostało przejęte przez Take-Two Interactive i zmieniło nazwę na 2K Czech. Dla nowego wydawcy zrealizowane zostały kontynuacje: Mafia II w 2010 roku i Mafia III w 2016 (już jako studio Hangar 13). W 2020 roku odbyła się premiera Mafii: Edycji ostatecznej, będącą opracowanym przez Hangar 13 remakiem pierwowzoru.

## Rozgrywka
Mafia rozgrywa się w otwartym świecie Lost Heaven, łącząc ze sobą elementy swobodnej eksploracji (miasto przemierzać można w samochodach bądź na piechotę) z przerywnikami filmowymi i liniowymi zadaniami. W grze obecny jest cykl dnia i nocy oraz system zmiennej pogody, jednak w przeciwieństwie np. do Grand Theft Auto III, pora dnia i pogoda dostosowywana jest odgórnie do poszczególnych zadań.
W grze dostępnych jest 51 klasycznych samochodów, w tym fordy, pierce-arrowy, alfy romeo, cadillaki, mercedesy-benzy, chryslery czy buicki, a dodatkowe 19 można odblokować po rozpoczęciu nowej gry. Nowe modele odblokowywane są w miarę postępów w fabule. Początkowo na drogach spotkać można samochody z początku lat 20., a wraz z upływem czasu pojawiają się również modele z lat 30. Chociaż samochody wzorowane są na istniejących w rzeczywistości, ze względów licencyjnych występują pod fikcyjnymi nazwami. Tommy przemieszczać może się po mieście również tramwajami i kolejką szynową. Stłuczki skutkują zniszczeniem określonych części samochodów. Mniejsze i słabsze pojazdy niszczą się szybciej niż duże i lepiej opancerzone. W grze wprowadzono realistyczny system uszkodzeń, pozwalający np. przebić bak, przegrzać silnik czy zniszczyć klocki hamulcowe. Poszczególne elementy, jak chociażby szyby czy światła, można zniszczyć podczas stłuczki bądź strzelając do nich albo uderzając w nie bronią obuchową. W Mafii wykorzystywany jest model zniszczeń samochodów w czasie rzeczywistym, w odróżnieniu od innych gier, w których poszczególne uszkodzenia tworzone były na bazie opracowanych wcześniej modeli.
Policja ściga postać gracza zarówno za poważne przestępstwa, jak i za wykroczenia drogowe, np. przekroczenie prędkości czy przejechanie na czerwonym świetle. Za wykroczenia można zapłacić grzywnę, z kolei za poważne przestępstwo bądź popełnienie kilku wykroczeń postać gracza może zostać aresztowana, zastrzelona przez policjantów bądź stać się celem pościgu.
Po ukończeniu głównego wątku fabularnego odblokowany zostaje tryb „jazdy ekstremalnej”, pozwalający wykonywać wyczyny kaskaderskie i zadania poboczne, nie ma w nim również policyjnych patroli. Wśród zadań pobocznych dostępnych w tym trybie znajdują się zarówno trywialne, jak np. dostarczenie przesyłki, jak i ekstremalne – np. pościg za statkiem kosmicznym czy prowadzenie samochodu wyładowanego materiałami wybuchowymi z zachowaniem odpowiedniej prędkości.

## Opis
Fabuła rozgrywa się w fikcyjnym amerykańskim mieście Lost Heaven w stanie Illinois pod koniec okresu prohibicji. Główny wątek fabularny opowiada o dwóch mafijnych familiach – Salierich i Morellów – walczących o przejęcie kontroli nad interesami, które pozostały po upadku trzeciej rodziny.
Lost Heaven podzielone jest na kilka obszarów: West Side, w którym znajdują się budynki przemysłowe, port i dzielnice imigrantów z Włoch i Chin; Central Island, będącą dzielnicą przemysłową, oraz East Side, w którym mieszczą się zarówno przedmieścia i stadion, jak i slumsy. Eksplorować można również położone poza miastem tereny wiejskie. W momencie premiery Mafia oferowała większe miasto, niż większość gier z tamtego okresu, a wielkość mapy dostępnej w grze wynosi około 12 km². Projekt miasta powstał w dużej mierze w oparciu o style architektoniczne, środki transportu i charakterystyczne budowle prawdziwych amerykańskich miast tamtego okresu, w tym Nowego Jorku, Chicago i Los Angeles.

### Fabuła
Rok 1930. Zubożały taksówkarz, Thomas „Tommy” Angelo, staje się mimowolnym pomocnikiem rodziny Salierich, pomagając jej członkom – Pauliemu i Samowi – w ucieczce przed Morellami, którzy wydają za to na niego wyrok śmierci. Don Ennio Salieri proponuje mu przyłączenie się do jego familii, na co Tommy przystaje, straciwszy poprzednią pracę, ponieważ jego pracodawca dowiedział się, że był zaangażowany w incydent z mafią. Angelo zaprzyjaźnia się z Pauliem i Samem, z którymi wykonuje dla Salierich różne zlecenia.
W roku 1932 Tommy wykonuje zlecenia dla Salieriego i jego consigliere, Franka Colettiego, mające zaszkodzić Morellom. W międzyczasie nawiązuje romans z Sarą, córką barmana Salierich, Luigiego. Kiedy otrzymuje zadanie zlikwidowania Michelle, informatorki wrogiej rodziny, okazuje się, że jest nią koleżanka Sary pracująca w burdelu, żeby zebrać pieniądze na leczenie brata. Tommy sprzeciwia się rozkazowi i nakazuje dziewczynie opuścić miasto, tuszując swoje nieposłuszeństwo przed donem. Rok później otrzymuje zadanie zabicia Franka, przekazującego władzom informacje na temat prania brudnych pieniędzy. Dowiadując się, że Frank został do tego zmuszony, żeby chronić rodzinę, Tommy pozwala mu wyjechać wraz z nią do Europy, ponownie tuszując niewykonanie rozkazu. Niedługo później bierze ślub z Sarą, a kilka miesięcy później na świat przychodzi ich córka.
W 1935 roku don Morello wynajmuje zabójców mających zabić Salieriego, co prowadzi do otwartej wojny pomiędzy obiema rodzinami. Tommy zabija ochroniarzy swojego szefa, którzy zdradzili familię, brata wrogiego dona i skorumpowanego radnego. Ostatecznie, wraz z Pauliem i Samem, zabijają samego Morella. W roku 1938 familia Salierich kontroluje wszystkie interesy w mieście. Kierowany ambicją, Paulie proponuje Tommy’emu i Samowi napad na bank – obaj odmawiają, nie chcąc działać wbrew zakazom Salieriego. Niedługo później, podczas kradzieży importowanych cygar, Tommy i Paulie odkrywają wśród nich diamenty. Podejrzewając, że Salieri wiedział o nich, Tommy zgadza się pomóc Pauliemu w napadzie na bank, nie angażując w to Sama. Napad kończy się sukcesem, jednak następnego dnia, podczas odbierania pieniędzy, Paulie zostaje zabity. Tommy spotyka się z Samem, który informuje go, że Salieri wydał na niego wyrok śmierci za przeprowadzenie bez jego zgody napadu oraz niezabicie Michelle i Franka. Tommy zabija Sama i ucieka z miasta wraz ze swoją rodziną.
Kilka miesięcy później wraca do Lost Heaven, żeby zawrzeć układ z detektywem Normanem, oferując dowody przeciwko Salieriemu w zamian za miejsce w programie ochrony świadków. Norman przystaje na propozycję Tommy’ego, co prowadzi do skazania większości Salierich, w tym samego Ennia. Tommy trafia do Empire Bay, gdzie wiedzie spokojne życie, dopóki w 1951 roku nie zostaje zabity przez Vito Scallettę i Joe Barbaro działających na zlecenie niedobitków Salierich.

## Produkcja
Prace nad grą rozpoczęły się pod koniec 1998 roku. Jej tytułem roboczym był Gangster, pierwotnie miała być grą wyścigową w stylu Driver. Początkowo zapowiadano również tryb wieloosobowy, o którym poinformowano przed premierą, planowaną na rok 2000, jednak usunięto go z finalnej wersji gry. Illusion Softworks pracowało początkowo na silniku z gry Hidden and Dangerous, który ostatecznie – jako że nie spełniał wymagań twórców – został zastąpiony przez LS3D. Ze względu na zmianę silnika, premiera gry została opóźniona o dwa lata.
Twórcy celowali w stworzenie bardziej poważnej i dojrzałej opowieści, inspirując się filmami o mafii, takimi jak Ojciec chrzestny czy Chłopcy z ferajny. Chcąc podkreślić realizm historii przedstawionej w grze, reżyser Daniel Vávra próbował połączyć ze sobą elementy dramatu, akcji i humoru. Pierwotnie gracz miał wcielić się w policjanta rozpracowującego mafię, jednak kiedy prace nad scenariuszem zostały powierzone Vávrze, element ten zmieniono.
W 2004 roku ukazały się porty na konsole PlayStation 2 i Xbox, w stworzenie których nie było zaangażowane Illusion. Z wydań konsolowych usunięto niektóre elementy obecne w wersji dostępnej na komputerach osobistych, takie jak policja patrolująca miasto w trybie swobodnej jazdy, charakteryzują się one również gorszą oprawą graficzną.

### Dystrybucja
Gra w wersji na komputery osobiste została wydana w różnych wariantach, w zależności od kraju w różniących się zawartością zestawach, a w Polsce i w Chinach w dużym pudełku. Włoskie wydanie zawierało alternatywną grafikę na okładce. Na rynku niemieckim ukazało się Mafia: Special Edition, dostępne w 5 tys. egzemplarzy, zawierające grę, oficjalny poradnik, replikę gazety „Lost Heaven Courier”, plakat, długopis, notatnik, pocztówkę i naklejki.
W 2012 roku gra zniknęła z dystrybucji cyfrowej na platformie Steam. Ponownie w sprzedaży pojawiła się w 2017 roku na platformie GOG.com w wersji pozbawionej zabezpieczeń. Od pierwotnego wydania różniła się ona brakiem ścieżki dźwiękowej, co wiązało się z wygaśnięciem praw do wykorzystanych w grze utworów.

## Odbiór
Po premierze Mafia spotkała się z bardzo pozytywnym przyjęciem ze strony graczy i krytyków, chwalących przede wszystkim jej bardziej realistyczne i poważne ukazanie mafii aniżeli w produkcjach z serii Grand Theft Auto. Dan Adams z IGN wystawił grze ocenę 9,/10, podczas gdy GameSpot w recenzji zwieńczonej notą 9,3/10 podsumował ją jako „jedną z najlepszych gier roku”. Recenzent „Game Informera” porównał ją do Grand Theft Auto III, stwierdzając, że „począwszy od żyjącego miasta, po niezwykle realistyczne samochody, Mafia ma serce i duszę blockbustera”. Chociaż wersja przeznaczona na komputery osobiste uzyskała powszechną aprobatę, porty na PlayStation 2 i Xboksa otrzymały niższe oceny i zostały uznane za gorsze od pierwowzoru.
W Czechach gra spotkała się z powszechną aprobatą zarówno graczy, jak i krytyków. W ankiecie przeprowadzonej na czeskiej stronie Bonusweb Mafia wybrana została najlepszą grą wyprodukowaną w Czechach i na Słowacji.
Do 12 marca 2018 roku sprzedano ponad 2 mln kopii gry. Entertainment and Leisure Software Publishers Association (ELSPA) przyznało jej srebrną nagrodę, wręczaną grom, które sprzedały się w ponad 100 tys. egzemplarzy w Wielkiej Brytanii, z kolei Verband der Unterhaltungssoftware Deutschland (VUD) złotą za sprzedanie 100 tys. kopii w Niemczech, Austrii i Szwajcarii.

## Kontynuacje i remake
22 sierpnia 2007 roku zapowiedziano kontynuację gry, Mafia II. Wydana została ona 24 sierpnia 2010 na platformy Microsoft Windows, PlayStation 3 i Xbox 360. 7 października 2016 roku na rynku ukazała się Mafia III, przeznaczona na PlayStation 4 i Xboksa One.
13 maja 2020 roku 2K Games zapowiedziało przeznaczony na komputery osobiste, PlayStation 4 i Xboksa One remake gry, zatytułowany Mafia: Edycja ostateczna. Wchodzi on w skład stworzonego przez studio Hangar 13 pakietu Trylogia Mafia, na który składają się trzy dotychczas wydane gry z serii. W przeciwieństwie do sequeli – Mafii II, w której podniesiono jedynie jakość tekstur i Mafii III, która została głównie zaktualizowana – Edycja ostateczna zapowiedziana została jako całościowy remake. Charakteryzować ma się rozbudowaniem oryginalnej historii, zmianami w lokacjach mających zapewnić Lost Heaven nowy wygląd, rozwinięciem elementów rozgrywki, w tym wprowadzeniem motocykli i modelu strzelania z Mafii II, oraz nowej ścieżki dźwiękowej – w tym ponownym nagraniu dubbingu do wersji językowych, które takowy posiadały. Premiera remake’u została zaplanowana na 25 września 2020 roku.

## Obsada
| Postać                | Wersja angielska | Wersja czeska  |
| --------------------- | ---------------- | -------------- |
| Thomas „Tommy” Angelo | Mike Sorvino     | Marek Vašut    |
| Paulie Lombardo       | William Demeo    | Petr Rychlý    |
| Ennio Salieri         | George Dicenzo   | Antonín Molčík |
| Sam Trapani           | Matt Servitto    | Luděk Čtvrtlík |
| Frank Colletti        | Dan Grimaldi     | Dalimil Klapka |
| Vincenzo              | John Tormey      | Miroslav Saic  |
| Ralph                 | Jeff Gurner      | Tomáš Sýkora   |
| Norman                | David O’Brien    | Alexej Pyško   |
| Sarah                 | Cara Buono       | Linda Rybová   |
| Marcu Morello         | John Doman       | Milan Bouška   |
| Luigi                 | Paul Scannapieco | Tomáš Karger   |
| Żółty Pete            | Ray de Mattis    | Karel Richter  |